# John S. Herrington

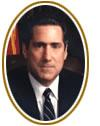
John S. Herrington

John Stewart Herrington (* 31. Mai 1939 in Los Angeles) ist ein ehemaliger US-amerikanischer Politiker, der dem Kabinett von US-Präsident Ronald Reagan während dessen zweiter Amtszeit als Energieminister angehörte.

## Leben
Der aus Kalifornien stammende Herrington machte 1961 seinen Bachelor-Abschluss an der Stanford University; drei Jahre darauf graduierte er an der Law School der University of California als Juris Doctor und Bachelor of Laws. Er arbeitete von 1965 bis 1981 als Anwalt in seiner eigenen Kanzlei in San Francisco sowie als stellvertretender Bezirksstaatsanwalt im Ventura County.
1981 begann seine politische Laufbahn mit der Berufung zum stellvertretenden Marinestaatssekretär, was er bis 1983 blieb, ehe er den Posten des Deputy Assistant for Presidential Personnel im Executive Office übernahm. 1985 berief der mit deutlicher Mehrheit im Amt bestätigte Präsident Reagan ihn in sein Kabinett. Als Energieminister folgte er auf den ins Innenministerium gewechselten Donald P. Hodel; er gehörte der Regierung bis zum Ende von Ronald Reagans Präsidentschaft im Januar 1989 an.
Herrington wurde danach Vorsitzender des in San Diego ansässigen Verlagsunternehmens Harcourt, Brace, Jovanovich, blieb aber auch politisch tätig, indem er für einige Zeit die Republikanische Partei in Kalifornien führte.